# Neamț (Moldova)
Neamț eller Ozana er en højre biflod til floden Moldova i Rumænien. Den løber ud i Moldova nær Timișești. Den løber gennem landsbyerne Boboiești, Pipirig, Pâțâligeni, Stânca, Leghin, Lunca, Vânători-Neamț, Dumbrava, Timișești og byen Târgu Neamţ. Den er 28 km lang og har et afvandingsområde på 410 km2.

## Bifloder
Følgende floder er bifloder til floden Neamț: 
- Fra venstre: Mânzatul Mare, Izvoare, Râul Străjii, Dobreanu, Leghin, Procov, Nemțișor
- fra højre: Paltin, Dolia, Dolița, Pluton-Dolhești, Bran, Domesnic, Săscuța, Secu, Valea Rea, Drahura (eller Cacova)